# Dmytro Demjanenko
Dmytro Wołodymyrowycz Demjanenko (ukr. Дмитро Володимирович Дем'яненко, ros. Дмитрий Владимирович Демьяненко, Dmitrij Władimirowicz Diemianienko; ur. 11 czerwca 1969 w Zaporożu) – ukraiński piłkarz, grający na pozycji obrońcy, trener piłkarski.

## Kariera piłkarska

### Kariera klubowa
Wychowanek DJuSSz Łokomotyw Zaporoże. Pierwszy trener B.Zozula. W 1988 rozpoczął karierę piłkarską w drużynie wojskowej SKA Odessa, służąc jednocześnie w wojsku. W 1991 do czerwca bronił barw drużyny rezerw Spartaka Moskwa, po czym przeszedł do Czornomorca Odessa. Latem 1992 powrócił do SKA Odessa. Na początku 1993 został zaproszony do Dnipra Dniepropetrowsk, ale tylko raz 2 razy grał w podstawowym składzie, dlatego latem 1993 zmienił klub na Wiktor Zaporoże. W 1994 przeszedł do Tawrii Symferopol, a potem wyjechał do Izraela, gdzie bronił barw klubu Maccabi Riszon le-Cijjon. W sezonie 1996/97 występował na wypożyczeniu w klubach Dynamo Saki i Tytan Armiańsk. W 2001 został piłkarzem Dynama Symferopol, a w następnym roku powrócił do Zaporoża, gdzie zakończył karierę piłkarską w zespole Torpedo Zaporoże.

## Kariera trenerska
Po zakończeniu kariery piłkarską rozpoczął pracę trenerską z dziećmi w SDJuSzOR Dynamo Symferopol.

## Sukcesy i odznaczenia

### Sukcesy klubowe
- wicemistrz Ukrainy: 1993